# Cyperus humilis
Cyperus humilis är en halvgräsart som beskrevs av Carl Sigismund Kunth. Cyperus humilis ingår i släktet papyrusar, och familjen halvgräs. Inga underarter finns listade i Catalogue of Life.